# Heart's Delight-Islington
Heart's Delight-Islington is een gemeente (town) in de Canadese provincie Newfoundland en Labrador.

## Geografie
De gemeente ligt aan de westkust van het schiereiland Bay de Verde in het zuidoosten van het eiland Newfoundland. Ze bestaat uit de aan de twee grotendeels met elkaar vergroeide dorpen, namelijk het noordelijk gelegen Heart's Delight en het zuidelijk gelegen Islington. Beide plaatsen liggen aan de oevers van Trinity Bay.
Heart's Delight-Islington grenst in het noorden aan de gemeente Heart's Desire, in het oosten aan onbewoond gemeentevrij gebied en in het zuiden aan de plaats Cavendish.

## Geschiedenis
Heart's Delight-Islington werd op 24 oktober 1972 opgericht als een gemeente met het statuut van local improvement district (LID). In 1980 werden LID's op basis van The Municipalities Act als bestuursvorm afgeschaft, waarop de gemeente automatisch een town werd.

## Demografie
Demografisch gezien is Heart's Delight-Islington de grootste gemeente aan de dunbevolkte westkust van Bay de Verde. Net zoals de meeste kleine gemeenten op Newfoundland, is ook Heart's Delight-Islington aan het krimpen. Tussen 1991 en 2021 daalde de bevolkingsomvang van 878 naar 646. Dat komt neer op een daling van 232 inwoners (-26,4%) in dertig jaar tijd.
| Jaar | Aantal inwoners | Verschil |
| ---- | --------------- | -------- |
| 1991 | 878             | –        |
| 1996 | 841             | -4,2%    |
| 2001 | 736             | -12,5%   |
| 2006 | 663             | -9,9%    |
| 2011 | 704             | +6,2%    |
| 2016 | 674             | -4,3%    |
| 2021 | 646             | -4,2%    |